# Mats Åhlberg
Mats Bertil Åhlberg (Avesta, 16 maggio 1947) è un ex hockeista su ghiaccio svedese.

## Palmarès

### Olimpiadi invernali
- 1 medaglia:
  - 1 bronzo (Lake Placid 1980)